# Saurauia punctata
Saurauia punctata är en tvåhjärtbladig växtart som beskrevs av Otto Stapf och E.G. Baker. Saurauia punctata ingår i släktet Saurauia och familjen Actinidiaceae. Inga underarter finns listade i Catalogue of Life.